# جورج ادن، نخستین ارل اوکلند
جورج ادن، نخستین ارل اوکلند، (به انگلیسی: George Eden, 1st Earl of Auckland) (25 اوت ۱۷۸۴–۱ ژانویه ۱۸۴۹) سیاستمدار انگلیسی و مدیر مستعمراتی بود. او سه بار، لرد دریاسالار شد و همچنین بین سالهای ۱۸۳۶ و ۱۸۴۲ به عنوان فرماندار کل هند خدمت کرد.